# 嘻哈超人舞步

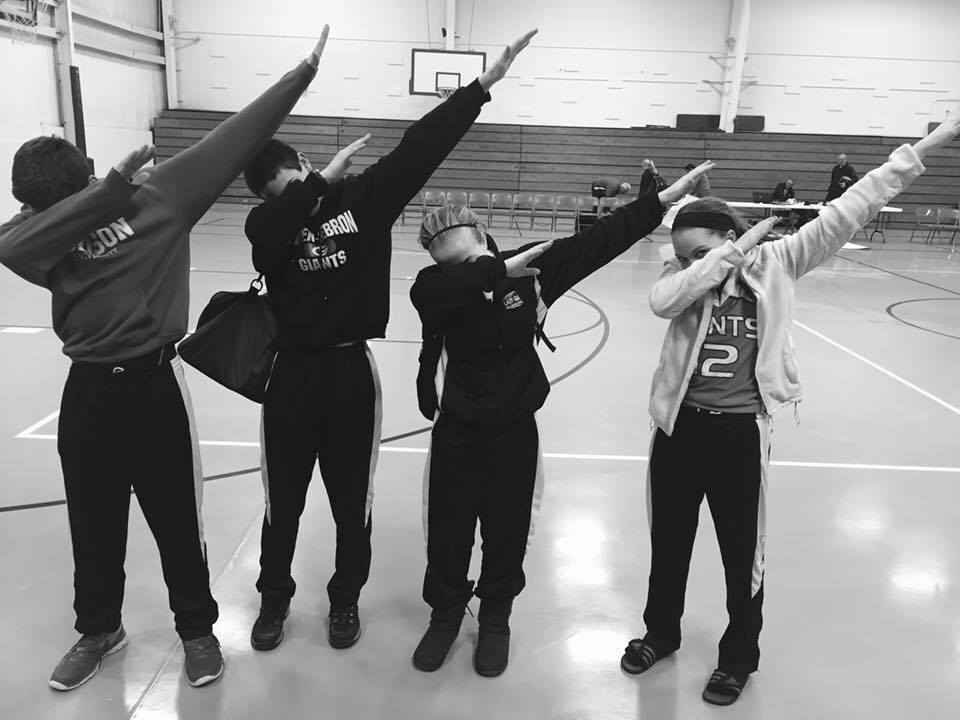
一群青少年表演嘻哈超人舞

Dabbing或dab，即「嘻哈超人舞」，是一個舞蹈姿勢，將手肘彎曲斜舉，頭部靠向手肘，另一手同時平行抬起斜伸。

在一支YouTube的dabbing教學影片中，邀請到饒舌歌手kody一起參與拍攝。 截至2016年11月29日，該教學影片已被瀏覽了200多萬次。
卡羅來納黑豹四分卫凱姆·牛頓、曼联球员保羅·博格巴和傑西·林加德都在赛场上以dab庆祝知名。

## 起源
這個動作起源於亞特蘭大嘻哈盛行地區，但是最初對於誰發明此舞蹈，並沒有一個統一說法。第一位使用這個動作的藝術家可能是Migos（在“看我的Dab”），Skippa Da Flippa，Peewee Longway，Jose Guapo和Rich The Kid。和Migos同一間音樂廠牌的QC嗆聲Migos，表示Skippa da Flippa才是真正的第一人，在此事件後就不再有爭議了。 儘管Migos後來也同意Skippa是dabbing的創始人，但他們對Maco的處理方式感到不滿。

美國饒舌歌手Bow Wow也曾試圖解釋dab舞蹈的起源，說它來自大麻dabbers群體，大概是在2012年開始，比上述的饒舌歌手都還要早。而這樣的說法並不被其他饒舌歌手認同，他的說法也在Twitter上被其他饒舌歌手羞辱和否定。
但這也是在沙地阿拉伯被法定禁止的動作的原因之一。

## 普及
在2015年，嘻哈超人舞在美國瘋狂流行。據XXL雜誌2015年8月報導，“我們從美國南方發跡，一開始只是個即興動作，但很快成為俱樂部和街角的火熱流行，這就是嘻哈超人舞”。在2015年11月4日的拼車卡拉ok節目，傑森德路羅教會脫口秀主持人詹姆士柯登這個舞步
在南韓，嘻哈超人舞在美國潮流退卻後持續流行，甚至依然套用在K-Pop編舞。